# Kleingeschwenda (Saalfeld)
Kleingeschwenda ist eine Ortslage im Ortsteil Saalfelder Höhe der Stadt Saalfeld/Saale im Landkreis Saalfeld-Rudolstadt in Thüringen.

## Geografie
Bei Arnsgereuth ist der von Saalfeld nach oben führende ständige und auch kurvenreiche Anstieg aus dem Saaletal beendet. Die Bundesstraße 281 verläuft auf der nach Osten geneigten Hochebene des Thüringer Schiefergebirges Richtung Kleingeschwenda und Hoheneiche. Ab hier geht es bald wieder bei Piesau bergab. Um das Dorf Kleingeschwenda sind auf dem Plateau die Flächen landwirtschaftlich genutzt, die dann von Wald umgeben sind.

## Geschichte
Am 29. Juni 1414 wurde erstmals der Ort urkundlich erwähnt. Die Anordnung der Häuser um den Dorfteich in der Ortsmitte zeigen noch die ursprüngliche Anlage als Rundling. 1629 wurde bereits die Kirche erbaut.
1753 wurde an der alten Fernverkehrsstraße die im Umland frühste bekannte Holländerwindmühle errichtet. 1807 hat sie wieder ein Sturm umgerissen. Danach wurde sie nicht wieder aufgebaut. Bis 1826 gehörte der Ort zum Amt Gräfenthal des Herzogtums Sachsen-Saalfeld bzw. Sachsen-Coburg-Saalfeld. Zwischen 1826 und 1918 gehörte der Ort zum Herzogtum Sachsen-Meiningen, welches den Ort im Jahr 1868 dem Landkreis Saalfeld zuordnete.
Die Landwirtschaft des Dorfes wurde nach dem Zweiten Weltkrieg zwangskollektiviert und fand nach der Wende mit Beulwitz neue Formen der Landarbeit.
Von 1994 bis 1996 gehörte die einst selbständige Gemeinde der Verwaltungsgemeinschaft Saalfelder Höhe an. Zum 1. Januar 1997 erfolgte die Umwandlung dieser in die Einheitsgemeinde Saalfelder Höhe. Diese wurde am 6. Juli 2018 nach Saalfeld eingemeindet.